# Conflicte al Sudan del 2023
El 15 d'abril de 2023 va començar una guerra entre les Forces Armades Sudaneses (SAF) i les paramilitars Forces de Suport Ràpid (RSF), faccions rivals del govern militar del Sudan, i els combats es van concentrar al voltant de la capital Khartum i la regió de Darfur. En maig de 2024 s'havien comptabilitzat 15.550 víctimes mortals des que va començar la guerra, i 8,8 milions de desplaçats, dels quals gairebé 2 milions als països veïns, pressionant cada cop més el Txad i el Sudan del Sud, i en setembre l'ONU va estimar que almenys 20.000 persones havien mort en el conflicte.

## Antecedents
La història dels conflictes al Sudan ha consistit en invasions i resistència estrangeres, tensions ètniques, disputes religioses i disputes sobre recursos. Dues guerres civils entre el govern central i les regions del sud van matar 1,5 milions de persones, i un conflicte a la regió occidental de Darfur va desplaçar dos milions de persones i en va matar més de 200.000. Des de la independència el 1956, el Sudan ha viscut més de 15 cops militars i ha estat governat pels militars durant la major part d'aquest temps, intercalats amb períodes de govern parlamentari democràtic.

### Guerra a Darfur i formació de les RSF
A principis del segle XXI, la regió de Darfur occidental del Sudan havia patit una inestabilitat prolongada i conflictes socials a causa d'una combinació de tensions racials i ètniques i disputes sobre la terra i l'aigua. El 2003, aquesta situació va esclatar en una rebel·lió a gran escala contra el govern, contra la qual el president i home fort militar Omar al-Bashir va prometre utilitzar una acció contundent. La guerra resultant a Darfur va estar marcada per actes de violència generalitzats patrocinats per l'estat, que van portar a càrrecs de crims de guerra i genocidi contra al-Bashir. La fase inicial del conflicte va deixar aproximadament 300.000 morts i 2,7 milions de desplaçats forçats; tot i que la intensitat de la violència va disminuir més tard, la regió va romandre lluny de ser pacífica.
Per aixafar els aixecaments de tribus no àrabs a les muntanyes de Nuba, al-Bashir va confiar en els Janjaweed, una col·lecció de milícies àrabs extretes de tribus comercialitzadores de camells actives a Darfur i parts del Txad. El 2013, al-Bashir va anunciar que els Janjaweed es reorganitzarien com a Forces de Suport Ràpid (RSF) i es posarien sota el comandament del comandant Janjaweed Mohamed Hamdan Dagalo Hemedti. Les RSF van perpetrar assassinats massius, violacions massives, saqueig, tortures i destrucció de pobles i van ser acusats de netejar ètnicament contra els fur, masalit i zaghawa. Els líders de RSF han estat acusats de genocidi, crims de guerra i crims contra la humanitat per la Cort Penal Internacional (CPI), però Hemedti no va estar personalment implicat en les atrocitats del 2003-2004. El 2017, una nova llei va donar a RSF l'estatus de "força de seguretat independent". Hemedti va rebre diverses mines d'or a Darfur com a patrocini d'al-Bashir, i la seva riquesa personal va créixer substancialment. Bashir va enviar forces de RSF per sufocar un aixecament de 2013 a Darfur del Sud i va desplegar unitats de RSF per lluitar al Iemen i Líbia. Durant aquest temps, RSF va desenvolupar una relació de treball amb el grup militar privat rus Grup Wagner. Aquests avenços van assegurar que les forces de RSF es van convertir en desenes de milers i van arribar a tenir milers de camions armats que patrullaven regularment els carrers de Khartum. El règim de Bashir va permetre que l'RSF i altres grups armats proliferessin per evitar amenaces a la seva seguretat des de les forces armades, una pràctica coneguda com a "resistent al cop d'estat".
L'11 d'abril de 2019 Omar al-Bashir va ser destituït com a president sudanès per un cop d'estat de l'exèrcit nacional. La destitució va ser el resultat d'una onada de protestes contra el règim sudanès després de la tardor de 2018 i el 12 d'abril Abdel Fattah al-Burhan va succeirlo al capdavant del Consell Militar de Transició creat després de l'enderrocament d'al-Bashir.
El 3 d'octubre de 2020 es va signar un acord de pau entre el govern de transició i diversos grups rebels i es van preveure eleccions per al 2024. L'octubre de 2021 es van intensificar les tensions entre els representants de la societat civil i els representants de l'exèrcit dins del govern de transició i el dia 25 l'exèrcit va arrestar el primer ministre Abdallah Hamdok i la majoria dels ministres i membres civils del Consell Sobirà del Sudan i el general Burhan va donar un cop d'estat.
L'11 d'abril de 2023, les forces de la RSF es van desplegar prop de la ciutat de Merowe i a Khartum. Les forces governamentals els van ordenar marxar, però es van negar provocant enfrontaments quan les forces de RSF van prendre el control de la base militar de Soba al sud de Khartum. El 13 d'abril, les forces d'RSF van començar la seva mobilització, fet que va aixecar el temor d'una possible rebel·lió contra la junta. Les Forces Armades Sudaneses (SAF) van declarar il·legal la mobilització.

### El conflicte al Kordofan
El poble nuba ha patit històricament l'opressió dels règims del nord del Sudan i ha donat suport al Moviment d'Alliberament del Poble Sudanès Nord (SPLM-N). El 2017, el SPLM-N es va dividir en dues grans faccions i els rebels de Kordofan del Sud es van alinear amb Abdelaziz al-Hilu, d'ètnia nuba, que es va oposar als compromisos amb el govern sudanès. Fins i tot després de la revolució sudanesa de 2019, al-Hilu es va oposar als acords entre altres faccions del SPLM-N i la nova direcció del país, afirmant que les reformes eren un requisit previ per a la pau.

## La guerra

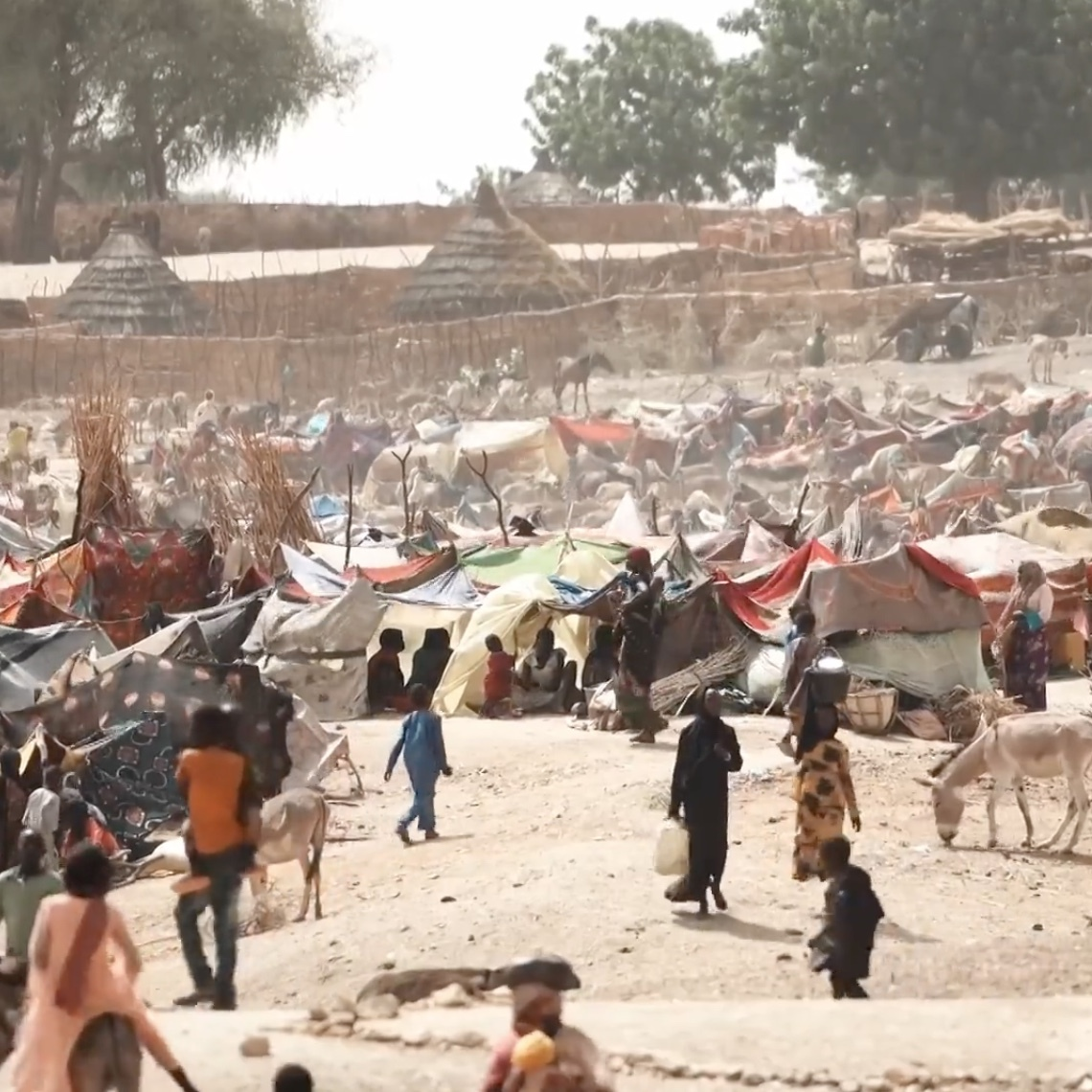
Camp de refugiats al Txad causat pel Conflicte al Sudan del 2023

El 15 d'abril de 2023 la guerra va començar amb atacs de les Forces de Suport Ràpid (FSR) a llocs governamentals a Khartum i atacs aeris, artilleria i trets a tot el Sudan, capturant els aeroports de Merowe i El Obeid. Amb l'esclat de la guerra, l'exèrcit va demanar als civils que s'unissin a les seves files.
Les Forces Armades Sudaneses (FAS) van recuperar l'aeroport de Merowe el 19 d'abril, i les FSR s'hi van retirar el 21. Diversos estats van organitzar l'evacuació dels seus ciutadans i el 23 d'abril de 2023, la Bundeswehr es va fer càrrec de la gestió de la coordinació de l'evacuació i trasllat a Jordània des de la base aèria de Wadi Seidna mentre el vaixell d'abastament logístic alemany Bonn va rebre l'ordre d'acollir ciutadans estrangers i les evacuacions aèries a Port Sudan al Mar Roig, i finalment el 26 d'abril de 2023, evacuats 780 ciutadans extrangers, es va evacuar la Bundeswehr del Sudan.
El 6 de maig, els delegats de les FAS i les FSR es van reunir a Jiddah, i amb la pressió diplomàtica dels saudites i nord-americans van acordar garantir el pas segur dels civils, protegir els treballadors de socors i prohibir l'ús de civils com a escuts humans. L'acord no incloïa un alto el foc, i els enfrontaments es van reprendre a Geneina. La situació es va mantenir volàtil i a Geneina les milícies àrabs lleials a les FSR van ser acusades d'atrocitats contra residents no àrabs. Es va signar un alto el foc temporal i es va enfrontar a desafiaments a mesura que els combats persistien a Khartum, i el temps pactat d'alto el foc va veure més violència.
Durant tot el conflicte, el líder de FSR, Mohamed Hamdan Dagalo Hemedti, i el líder de facto i cap de les FAS, Abdel Fattah al-Burhan, s'han disputat el control dels llocs governamentals a Khartum, inclòs el quarter general militar, el Palau Presidencial, l'aeroport internacional de Khartum, la residència oficial de Burhan, i la seu de l'SNBC, i han lluitat pel control del Darfur i el control de l'estat de Kordofan. Als dos bàndols es van unir grups rebels que abans havien lluitat contra els dos bàndols. A partir del juny, el Moviment d'Alliberament del Poble Sudanès Nord (al-Hilu) va atacar posicions de l'exèrcit al sud del país. Al juliol, una facció del Moviment d'Alliberament del Sudan liderada per Mustafa Tambour (SLM-T) es va unir oficialment a la guerra en suport de les FAS, mentre que a l'agost, el moviment rebel Tamazuj amb seu a Darfur i Kordofan es va unir amb les FSR.
Human Rights Watch ha documentat una campanya sistemàtica de les FSR i milícies aliades per treure els masalit d'El Geneina, i milers de persones van ser assassinades i centenars de milers van marxar com a refugiats entre abril i novembre de 2023. El 15 d'agost de 2023, entre 4.000 i 10.000 persones havien mort i entre 6.000 i 12.000 més ferides, mentre que el 12 de setembre de 2023, més de 4,1 milions eren desplaçats interns i més d'1,1 milions més havien fugit del país com a refugiats.
Entre abril i maig de 2023, l'exèrcit sudanès va repel·lir diversos assalts de les FSR a El Obeid i el 30 de maig va envoltar completament la ciutat, que va quedar assetjada, prenent el control del sud i oest de la ciutat i l'aeroport d'El Obeid al juliol, i la resta de la ciutat al setembre.
El 21 de juny, el Moviment d'Alliberament del Poble Sudanès Nord d'Abdelaziz el Hilu va trencar el seu acord d'alto el foc i va atacar unitats de l'exèrcit sudanès a Kordofan del Sud, especialment a Kadugli i al-Dalanj, coincidint aquest últim amb un atac de les FSR que fou rebutjat. Al juliol, malgrat una crida del president del Sudan del Sud, Salva Kiir, perquè cessés els seus atacs, es va apoderar de diverses guarnicions de l'exèrcit i un jaciment de petroli a Kordofan del Sud, va bloquejar la carretera que conduïa des de Karkal a Kadugli i va atacar Kurmuk.

### Col·lapse de l'exèrcit sudanès al Darfur
En octubre els setges havien provocat una greu escassetat de subministraments a les Forces Armades del Sudan al Darfur i no podien utilitzar la seva superioritat aèria per aturar els avenços de les FAR, que el 26 d'octubre van capturar Nyala, capital de Janob Darfur i la segona ciutat més gran del Sudan amb un aeroport internacional i connexions frontereres amb Àfrica Central, permetent a les FAR rebre subministraments internacionals més fàcilment i concentrar les seves forces en altres ciutats sudaneses. Després de la caiguda de Nyala, els combatents de les FAR es van centrar a Zalingei, la capital de Darfur Central, que va caure el 31 d'octubre, i al-Junaynah, capital de Gharb Darfur ho va fer el 4 de novembre.
L'11 de novembre, el pont de Shambat sobre el Nil que connectava Omdurman amb Khartoum Nord fou destruït, eliminant una ruta crítica de subministrament de les FSR fins al costat occidental del riu. Necessitant un nou pas, les FSR van atacar Jabal Awliya per capturar seva presa, que va caure el 21 de novembre després d'una setmana de combats, permetent l'accés per primera vegada als estats de Gezira, Nil Blanc i més tard a Gedarif, i aconseguint el 16 de novembre el suport del Moviment d'Alliberament del Sudan de Minni Minnawi i del Movimient Justicia i Igualtat de Gibril Ibrahim. A finals de novembre, de les cinc capitals estatals de Darfur les Forces Armades Sudaneses ja només controlaven al-Fashir, on desenes de milers de persones es refugiaven fugint de les neteges ètniques reunint-se amb els centenars de milers que s'hi havien refugiat en les guerres anteriors.

### Les FSR creuen el Nil
El 14 de desembre, les Forces de Suport Ràpid (FSR) van dur a terme una incursió al nord de Gezira, capturant la ciutat d'Abu Guta sense resistència, i avançant cap al sud des de les seves conquestes al voltant de Jebel Aulia i Khartum, les forces de les FSR van començar a avançar cap a l'estat de Gezira el 15 de desembre, avançant cap a la seva capital, Wad Madani. En altres parts de Gezira, les FSR van aconseguir avenços importants, prenent el control de la ciutat de Rufaa a l'est de l'estat i entrant a la regió de Butana. Després de diversos dies de combats, les RSF van prendre el pont Hantoob als afores orientals de Wad Madani, van creuar el Nil Blau i van prendre el control de la ciutat. La caiguda de Wad Madani va ampliar dràsticament la línia del front i va permetre a les RSF capturar la major part de Gezira i fer incursions a l'estat del Nil Blanc, capturant la ciutat del Geteina. Al cap de pocs dies, els combatents de les RSF havien avançat a 25 km de Sennar, la ciutat més gran de l'estat de Sennar. Durant les setmanes següents, les forces de les FSR es van aventurar en zones rurals de l'estat de Gedarif i de l'Estat de Nahr an-Nil, sense establir una presència significativa. A l'estat de Sennar, les RSF van fer alguns avenços menors, però a finals d'any no havien atacat la ciutat de Sennar. Quan les FSR van prendre el control de l'estat de Gezira, una onada de voluntaris va reforçar les Forces Armades Sudaneses (FAS), donant lloc a l'establiment de la Força de Defensa Popular (FDP).
Des del febrer de 2024, les FAS han aconseguit avançar a Omdurman com a part de l'ofensiva d'Omdurman de 2024 aconseguint unir les seves forces a la part nord de la ciutat i alleujant un setge de 10 mesos de les seves forces al centre de la ciutat mentre l'exèrcit sudanès prenia el control del barri de Doha i les zones properes a l'àrea de Souk Líbia, el mercat més gran de la ciutat. Després de dos mesos de combat intens, l'exèrcit va recuperar la major part de l'antic Omdurman de les FSR. En juny de 2024, continuaven els combats al-Fashir a Darfur, on es RSF estaven assetjades, i a l'estat de Khartum, on les Forces Armades Sudaneses (SAF) controlaven una part important d'Omdurman i les RSF controlaven Khartum. L'exèrcit, després d'aïllar les unitats de les FSR a la refineria de Karthoum Nord va tallar la línia que empraven per transportar combustible des de la refineria de Khartum fins a les seves forces a la zona de Karthoum Nord tancant la carretera Al-Jaili-Al-Kadaro i el 31 de maig va aconseguir el control del pont de Halfaya i creuar a Karthoum Nord.
Les negociacions posteriors entre els bàndols en guerra fins ara no han produït resultats significatius i al-Burhan rebutja la negociació, mentre que molts països han proporcionat suport militar o polític a al-Burhan o Hemedti,
En maig de 2024 s'havien comptabilitzat 15.550 víctimes mortals des que va començar la guerra, i 8,8 milions de desplaçats, dels quals gairebé 2 milions als països veïns, pressionant cada cop més el Txad i el Sudan del Sud. En maig, els voluntaris de la FDP suposaven tres quartes parts del suport a les FAS i es va decidir integrar-los en brigades de l'exèrcit equipades amb els seus propis vehicles i armament, per entrar en combat al costat dels soldats regulars i no només donar suport en posicions de rereguarda.

Situació en novembre de 2024

El 20 de juny de 2024, les RSF van capturar al-Fulah, la capital del Kordofan de l'Oest, amb la retirada de les Forces Armades Sudaneses (SAF) després de diverses hores de lluita a Babanusa, la seva única base restant a Kordofan. Els combats seguien pel control de la capital Khartum, Gezira, Darfur del Nord, on encara l'exèrcit encara mantenia al-Fashir, a Kordofan del Sud i l'Oest, on Babanusa estava assetjada des de gener per les FSR, i a l'estat de Sennar, on les FSR van atacar la capital Singa, que va caure el 29 de juny, i amb ella ràpidament el sud de Sennar. En els combats a Sennar va morir el comandant Abdel Rahman Al-Bishi de les RSF.
El 30 de juliol de 2024 el president Abdel Fattah al-Burhan va ser atacat amb drons en una cerimònia de graduació militar a Jubayt, i va sobreviure. El 3 d'agost les FSR van llançar el seu primer atac a l'estat del Nil Blau des de Sennar des del començament de la guerra, amb el grup i les SAF disputant el control d'al-Tadamun.
L'11 de setembre, el Consell de Seguretat de l'ONU va votar per unanimitat estendre la congelació d'actius, prohibicions de viatge i embargament d'armes contra el Sudan per un any més.
El 12 de setembre les SAF van afirmar haver repel·lit un assalt de les FSR a El Fasher, en què van morir 80 combatents de les FSR, entre ells el comandant Abdul Rahman Qarn Shata, i es van destruir 20 vehicles.
El 24 de setembre de 2024 es va declarar una epidèmia de còlera després de les inundacions devastadores i pluges intenses del 12 d'agost que van estancar aigua, i també s'estenia la malària.
El 29 de setembre les FSR van trencar les negociacions de pau com a resposta a l'ofensiva a Khartum de les FAS, afirmant que ja només cercaria la sol·lució militar al conflicte.

### Ofensiva de les SAF
Les Forces Armades Sudaneses (SAF) van recuperar l'estratègica serralada de Jebel Moya a l'estat de Sennar el 5 d'octubre de 2024 després de dies de forts combats amb les Forces de Suport Ràpid (FSR) avançant simultàniament des de l'estat de Sennar i l'estat del Nil Blanc, obrint una ruta de subministrament crucial des de l'est del Sudan fins al sud i tallant les comunicacions rebels amb les ciutats de Singa, al Dinder, al Souki i Karkoj.
El 23 de novembre de 2024, les SAF van recuperar Singa, a l'estat de Sennar després d'una ofensiva, el 24 de novembre van trencar el setge de mesos de durada a ad-Damazin, capital de l'estat del Nil Blau, fent retrocedir les FSR que l'havien tallat de la resta del país, i en 26 de novembre van llençar una ofensiva a diverses zones controlades per les FSR al centre, oest i sud de Khartum.
El cap d'any les SAF van rebutjar l'atac de les FSR a al-Fashir, i el gener de 2025 les SAF pressionava per recuperar Wad Madani, la capital de l'estat de Gezira, on van entrar l'11 de gener, i avançant des de Tendelti al Nil Blanc va recuperar l'estratègica ciutat d'Umm Ruwaba a l'estat de Kordofan del Nord en direcció a El Obeid, assetjada per FSR, i seguia guanyant terreny a Khartum.
En 28 de març de 2025 les SAF van anunciar que havien pres el control de Khartum, i el 20 de maig anunciaven haver expulsat les FSR de l'estat de Khartum.
En abril les FSR van cedir el camp de Zamzam, capturat prop d'al-Fashir als mercenaris colombians liderats pel coronel retirat Álvaro Quijano contractats per l'empresa Global Security Services Group dels Emirats Àrabs Units per utilitzar-la com a base militar per al setge de la ciutat.

### Les FSR prenen la frontera líbia
Les Forces Armades Sudaneses (SAF) van acusar a principis de juny de 2025 a l'Exèrcit Nacional de Líbia (ENL) de Khalifa Haftar d'atacar els llocs fronterers sudanesos en suport de les Forces de Suport Ràpid (FSR), i el 16 de juny les FSR controlaven completament la frontera amb Líbia.
A principis d'agost segons la força aèria sudanesa, va destruir un avió Emirats Àrabs Units (EAU) que transportava una quarantena de mercenaris colombians, armament i municions quan aterrava a Nyala, al Darfur, un fet desmentit per EAU.

### Remodelació del govern i les forces armades
En juliol de 2025 el president Kamil Idris va nomenar diversos ministres incloent tres representants de moviments armats aliats amb l'exèrcit, i a l'agost el cap de les Forces Armades Sudaneses (SAF) el general Abdel Fattah al-Burhan va rellevar diversos oficials superiors, entre ells el comandant del Cos Blindat, el general de divisió Nasr al-Din Abdel Fattah en la primera remodelació important del lideratge des que va començar el conflicte amb les les Forces de Suport Ràpid (FSR).